# Liste der Monuments historiques in Val de Livre
Die Liste der Monuments historiques in Val de Livre führt die Monuments historiques in der französischen Gemeinde Val de Livre auf.

## Liste der Immobilien
| Bezeichnung        | Beschreibung | Standort                           | Kennzeichnung | Schutzstatus | Datum | Bild           |
| ------------------ | --- | ---------------------------------- | ------------- | ------------ | ----- | -------------- |
| Château de Louvois | barocker Neubau am Platz einer mittelalterlichen Burg, 1678 bis 1681, Architekt Jules Hardouin-Mansart; mit Park, Entwurf Michel II. Le Bouteux; Planung der wasserbaulichen Anlagen durch Sébastien Le Prestre de Vauban 1793 als Nationalgut versteigert, danach tiefgreifend umgestaltet | Louvois, nördlich des Ortes (Lage) | PA51000024    | Inscrit      | 2015  | weitere Bilder |

## Liste der Objekte
| Bezeichnung                           | Beschreibung | Standort                                   | Kennzeichnung | Schutzstatus | Datum | Bild |
| ------------------------------------- | --- | ------------------------------------------ | ------------- | ------------ | ----- | ---- |
| Skulptur Heiliger Hippolyt            | Holz, farbig gefasst, 17. Jahrhundert                                                                                | Louvois, in der Kirche St-Hippolyte (Lage) | PM51000519    | Classé       | 1952  |      |
| Skulpturengruppe Gnadenstuhl          | Holz, 16. Jahrhundert                                                                                                | Louvois, in der Kirche St-Hippolyte (Lage) | PM51000518    | Classé       | 1908  |      |
| Kruzifix (1)                          | Holz, 17. Jahrhundert                                                                                                | Louvois, in der Kirche St-Hippolyte (Lage) | PM51003279    | Inscrit      | 1990  |      |
| Glocke (1)                            | Bronze, 1620 gegossen                                                                                                | Tauxières, in der Kirche St-Hilaire (Lage) | PM51001094    | Classé       | 1908  |      |
| Skulpturengruppe Unterweisung Mariens | Stein, 15. Jahrhundert                                                                                               | Tauxières, in der Kirche St-Hilaire (Lage) | PM51003126    | Inscrit      | 1980  |      |
| Kruzifix (2)                          | Holz, 15. Jahrhundert                                                                                                | Tauxières, in der Kirche St-Hilaire (Lage) | PM51003127    | Inscrit      | 1980  |      |
| Skulptur Madonna mit Kind             | Holz, 20. Jahrhundert                                                                                                | Louvois, in der Kirche St-Hippolyte (Lage) | PM51003183    | Inscrit      | 1982  |      |
| Glocke (2)                            | Bronze, Anfang des 19. Jahrhunderts gegossen                                                                         | Louvois, in der Kirche St-Hippolyte (Lage) | PM51003184    | Inscrit      | 1990  |      |
| Sessel                                | Holz, Ende des 18. Jahrhunderts                                                                                      | Tauxières, in der Kirche St-Hilaire (Lage) | PM51003125    | Inscrit      | 1980  |      |
| Hauptaltar                            | Retabel und Gemälde Pietà; Stein und Gips, farbig gefasst und vergoldet, sowie Ölfarbe auf Leinwand, 18. Jahrhundert | Louvois, in der Kirche St-Hippolyte (Lage) | PM51003220    | Inscrit      | 1983  |      |
| Skulptur eines heiligen Bischofs      | Holz, 18. Jahrhundert                                                                                                | Louvois, in der Kirche St-Hippolyte (Lage) | PM51002679    | Inscrit      | 1977  |      |